# Scyllarides deceptor
Scyllarides deceptor е вид десетоного от семейство Scyllaridae. Видът не е застрашен от изчезване.

## Разпространение
Разпространен е в Аржентина (Буенос Айрес), Бразилия (Парана, Рио Гранди до Сул, Рио де Жанейро, Санта Катарина и Сао Пауло) и Уругвай.